# Delok

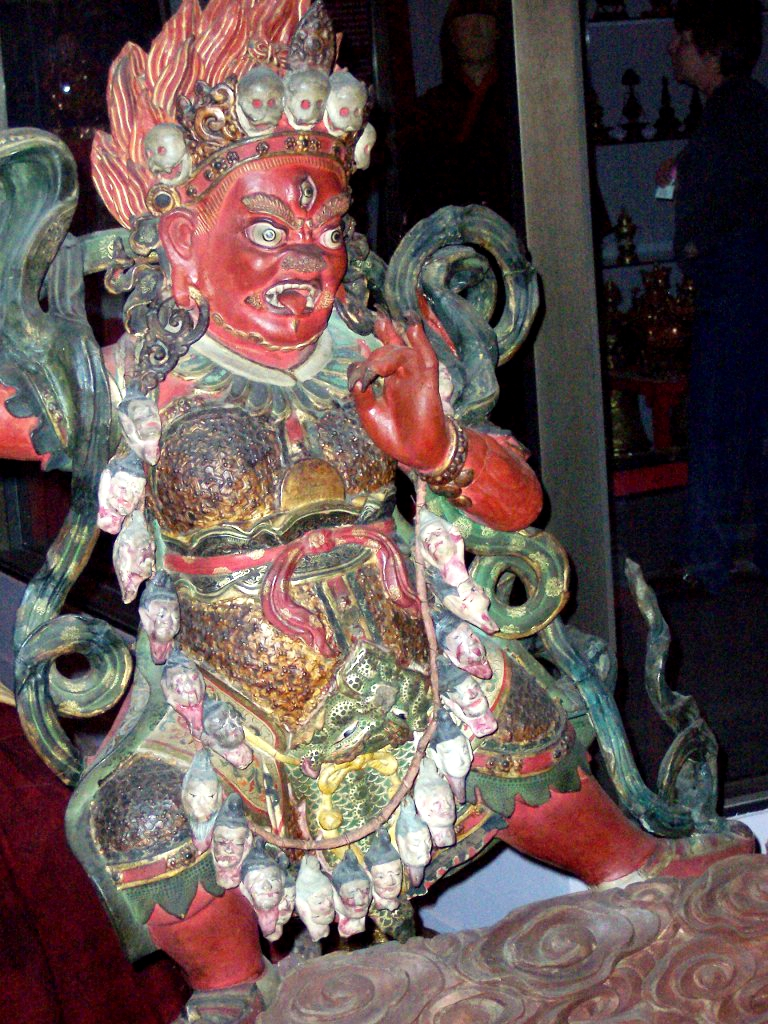
Yama, de Heer van de Dood

Delok (vert. heengegaan en teruggekomen ) zijn in een Tibetaans literair genre personen die, na hun overlijden en tijdens de staat van bardo, een tocht door de onderwereld maken. Aan het eind van die tocht worden zij onderworpen aan het oordeel van Yama, de Heer van de Dood. In alle gevallen worden zij teruggezonden naar de wereld van de levenden onder de voorwaarde dat zij voortaan een deugdzamer leven leiden.
Na hun terugkeer informeren de delok nabestaanden over het lot van overleden relaties in die onderwereld. In de literatuur is een grote meerderheid van de delok vrouwen. De eerste verhalen over delok dateren uit de twaalfde eeuw. Vanaf de veertiende eeuw is het een populair genre.

## Achtergrond
Het ultieme doel van het boeddhisme is het kunnen ontsnappen aan de cyclus van steeds wedergeboren moeten worden en op te gaan in nirwana. In de Tibetaanse cultuur achtten vrijwel alle leken dat een onmogelijk te realiseren opgave. Hun belangrijkste doel is dan ook het vermijden van een slechte reïncarnatie. In die context moet de opkomst van dit genre literatuur gezien worden.
Die opkomst is ook kort nadat de eerste stervensteksten in Tibet waren verschenen, waarvan het Tibetaans dodenboek in het westen het bekendste is. Er is dan ook een zekere thematische gelijkenis tussen de twee genres.
Er zijn echter ook verschillen. De stervensteksten zijn sterk rituele teksten met nogal wat theoretische verklaringen. Die teksten zijn vaak geschreven in een voor leken moeilijk toegankelijke, ongrijpbare literaire stijl. De verhalen over de delok bevatten veel concrete voorbeelden over herkenbare individuele personen, geschreven in een veel gemakkelijker stijl. Met concrete voorbeelden wordt in het verhaal de relatie duidelijk gemaakt tussen zondige acties in het dagelijks leven en het effect daarvan op het karma. In de verhalen is een directe relatie tussen zonde en straf en deugdzaamheid en beloning. De verhalen over de delok zijn dan ook religieus onderricht voor de gewone leek.

## Essentie van een verhaal
De opbouw en structuur van de verhalen van een delok is vaak identiek.
De tocht in de onderwereld wordt beschreven in zeer plastische taal. De delok moet tijdens de tocht intense hitte en kou doorstaan en moet door rivieren van bloed en vuur waden. Er zijn messcherpe gekartelde bergen, onherbergzame valleien.
De delok heeft tijdens die tocht voortdurend contact met gekwelde wezens, die daar lijden en hun straf ondergaan. Zij vragen de delok boodschappen aan nog in leven zijnde nabestaanden over te brengen.
 Mannen die zonden hadden begaan werden op de zwarte weg gevoerd die leidde naar de achttien hellen in de drie slechte rijken van reïncarnatie. In de hete hellen zag Nangsa, terwijl zij op een hete ijzeren grond stond, dat wezens gekookt werden in smeltend lood en dat ze onnoemlijk veel soorten beproevingen door hitte moesten doorstaan. In de koude hellen zag ze dat wezens hele gletsjers moesten torsen en vele andere folteringen moesten doorstaan , die hen ongelooflijk veel lijden bezorgde.
Aan het eind van de tocht arriveert de delok aan het hof van Yama, de Heer van de Dood. Daar ziet de delok eerst dat een aantal personen aan Yama wordt voorgeleid. Hun straf wordt bepaald door de aard van hun acties in vroegere levens. De zonden kunnen van materiële aard zijn, zoals diefstal (vooral van religieuze voorwerpen) en beroving. Het kan ook om het doden van dieren handelen of onvoldoende eerbied betuigen aan monniken en lama's. Daarna wordt de delok voorgeleid. Die bepleit zijn of haar situatie. Yama spreekt zijn oordeel uit en zendt de delok terug naar het land der levenden met de opdracht om voortaan een leven te leiden dat in dienst staat van het welzijn van alle mensen.
Het unieke van dit soort teksten is het volstrekt individuele karakter van straf en beloning in alle verhalen.
Vrijwel alle verhalen over delok openen met een korte beschrijving van de persoon en een aantal gegevens, zoals streek en plaats van geboorte, naam van de ouders, enz. Er zijn tot diep in de twintigste eeuw biografieën over delok geschreven. Er is in Tibetaanse historische literatuur ook sprake van het benoemen van delok. Veel delok zijn dan ook historisch bestaande personen geweest, die claimden een dergelijke ervaring te hebben gehad.